# 邵陽郡
邵阳郡，中国唐朝时设置的郡。
天宝元年（742年），改邵州为邵阳郡，统二县：邵阳、武冈。治所在邵阳县（今湖南省邵阳市）。辖境相当今湖南省新化县以南、绥宁县以东、邵东县以西、资源县以北。乾元元年（758年），改邵阳郡恢复邵州。
唐朝邵阳郡太守
- 杨忠梗（743年，未任）